# Municipio de Clear Creek (condado de Jasper)
El municipio de Clear Creek (en inglés: Clear Creek Township) es un municipio ubicado en el condado de Jasper en el estado estadounidense de Iowa. En el año 2010 tenía una población de 381 habitantes y una densidad poblacional de 4,12 personas por km².

## Geografía
El municipio de Clear Creek se encuentra ubicado en las coordenadas 41°48′45″N 93°18′2″O / 41.81250, -93.30056. Según la Oficina del Censo de los Estados Unidos, el municipio tiene una superficie total de 92.5 km², de la cual 92,38 km² corresponden a tierra firme y (0,13 %) 0,12 km² es agua.

## Demografía
Según el censo de 2010, había 381 personas residiendo en el municipio de Clear Creek. La densidad de población era de 4,12 hab./km². De los 381 habitantes, el municipio de Clear Creek estaba compuesto por el 96,85 % blancos, el 0,52 % eran afroamericanos, el 0,52 % eran asiáticos, el 1,31 % eran de otras razas y el 0,79 % eran de una mezcla de razas. Del total de la población el 1,57 % eran hispanos o latinos de cualquier raza.